# Den olympiska chartern
Den olympiska chartern är regelboken till Internationella olympiska kommittén (IOK). Chartern innehåller regler och vägledning för de olympiska spelen och för IOK och de nationella olympiska kommitténs arbete med den olympiska rörelsen. Den olympiska chartern reflekterar ideologierna som framkommer i olympismen. 
Franska och engelska är de officiella språken till Den olympiska chartern. Skulle det uppstå oklarheter mellan de två versionerna, är de franska formuleringarna ledande. Chartern uppdaterades senast 9 september 2013.